# Lonchitidaceae
Lonchitidaceae é uma família monotípica de pteridófitos da subordem Lindsaeineae da ordem Polypodiales, cujo único género é Lonchitis, com distribuição natural na região neotropical, África tropical e Madagáscar, que agrupa 3 espécies. O género Lonchitis esteve colocado na família Dennstaedtiaceae, sendo depois transferido para a família Lindsaeaceae, tendo sido colocado numa família autónoma com base nos resultados de estudos filogenéticos.

## Descrição
Lonchitis é um género neotropical de fetos. Em tempos, Lonchitis foi colocada na família das Dennstaedtiaceae, depois transferido para a família das Lindsaeaceae, até ser colocado na sua própria família.

### Taxonomia e filogenia
A base de dados taxonómicos Plants of the World Online (em 2023) reconhecia as seguintes espécies:
- Lonchitis hirsuta L. 1753
- Lonchitis occidentalis
- Lonchitis currorii

As relações filogenéticas entre as espécies de Lonchitis é a seguinte:

|  | L. occidentalis Baker 1867 |
|  | |
|  | \| \| L. currorii (Hooker) Mett. ex Kuhn 1879 [syn. Lonchitis mannii (Baker) Alston 1956] \| \| \| \| \| \| L. hirsuta L. 1753 \| \| \| \| |
|  | |
|  | L. currorii (Hooker) Mett. ex Kuhn 1879 [syn. Lonchitis mannii (Baker) Alston 1956]                                                        |
|  | |
|  | L. hirsuta L. 1753 |
|  | |

|  | L. currorii (Hooker) Mett. ex Kuhn 1879 [syn. Lonchitis mannii (Baker) Alston 1956] |
|  |                                                                                     |
|  | L. hirsuta L. 1753                                                                  |
|  |                                                                                     |

### Espécies recolocadas em outrostaxa
Foram muitas es espécies que estiveram atribuídas ao género Lonchitis e que entretanto foram colocadas noutros géneros. Entre elas contam-se as seguintes:
- Lonchitis repens L. 1753 ═ Hypolepis repens (L.) C.Presl 1836 (Dennstaedtiaceae)
- Lonchitis pedata L. 1763 ═ Pteris podophylla Sw. 1801 (Pteridaceae)
- Lonchitis bipinnata Forssk. 1775 ═ Asplenium rutaefolium (Bergius) Kunze 1836 (Aspleniaceae)
- Lonchitis tenuifolia G. Forst. 1786 ═ Hypolepis tenuifolia (G. Forst.) Bernh. 1805
- Lonchitis caffrorum Bernh. 1801 ═ Anemia caffrorum (L.) Christenh. 2011 (Anemiaceae)
- Lonchitis glabra Bory 1804 ═ Blotiella glabra (Bory) R.M.Tryon 1962 (Dennstaedtiaceae)
- Lonchitis hirsuta Bory 1804 (nom. illeg.) ═ Lonchitis pubescens Willd. ex Kaulf. 1824
- Lonchitis anthriscifolia Bory 1810 ═ Dennstaedtia anthriscifolia T. Moore 1861 (Dennstaedtiaceae)
- Lonchitis pubescens Willd. ex Kaulf. 1824
  - L. pubescens var. nudiuscula Kunze 1844 ═ Blotiella natalensis (Hook.) R.M.Tryon 1962
  - L. pubescens var. glabra Baker 1867 ═ Blotiella glabra (Bory) R.M.Tryon 1962
  - L. pubescens var. polypus (Baker) Tardieu 1958
- Lonchitis lindeniana Hook. 1851 ═ Blotiella lindeniana (Hook.) R.M.Tryon 1962
- Lonchitis madagascariensis Hook. 1851
- Lonchitis tomentosa Fée 1857 ═ Lonchitis pubescens Willd. ex Kaulf. 1824
- Lonchitis natalensis Hook 1858 ═ Blotiella natalensis (Hook.) R.M.Tryon 1962
- Lonchitis occidentalis Baker 1867
- Lonchitis polypus Baker 1876 ═ L. pubescens var. polypus (Baker) Tardieu 1958
- Lonchitis currorii (Hook.) Mett. ex Kuhn 1879
- Lonchitis natalensis Sandford 1894 (illeg.) ═ Blotiella natalensis (Hook.) R.M.Tryon 1962
- Lonchitis reducta C.Chr. 1911
- Lonchitis pubescens A. Chev. 1914 (illeg.) ═ Blotiella natalensis (Hook.) R.M.Tryon 1962
- Lonchitis hieronymi Kümmerle 1915
- Lonchitis javanica Tardieu 1951 ═ Blotiella natalensis (Hook.) R.M.Tryon 1962
- Lonchitis tisserantii Alston & Tardieu 1953
- Lonchitis coriacea Tardieu 1955
- Lonchitis sinuata Alston 1956
- Lonchitis stipitata Alston 1956
- Lonchitis gracilis Alston in Exell 1956 ═ Blotiella glabra (Bory) R.M.Tryon 1962
- Lonchitis mannii (Bak. in Hook. & Baker ) Alston 1956
- Lonchitis isaloensis Tardieu 1957
- Lonchitis coursii Tardieu 1957

### Homónimos
Lonchitis é também um nome ilegítimo para um género de orquídeas (Lonchitis Bubani 1901), presentemente incluído em Serapias, que incluía as seguintes espécies:
- Lonchitis cordigera (L.) Bubani 1901 ═ Serapias cordigera L. 1763
- Lonchitis oxyglottis (Willd.) Bubani 1901 ═ Serapias oxyglottis Willd. 1805
- Lonchitis longipetala (Moric.) Bubani 1901 ═ Serapias pseudo-cordigera L. 1820